# 归诚郡
归诚郡，中国唐朝时设置的郡。
唐玄宗天宝元年（742年），改悉州置归诚郡。治所在左封县（今四川省黑水县东南五十里瓦钵梁子乡子母河村）。下辖左封县、归诚县（今四川省黑水县石碉楼乡）。辖境相当今四川省黑水县东南、茂县部分地区。唐肃宗乾元元年（758年）改为悉州。
归诚郡太守
- 董思贤（天宝年间）